# Lazarus Laughed
Lazarus Laughed è una commedia scritta da Eugene O'Neill nel 1925. Il sottotitolo è "Una commedia per un teatro immaginario". È una lunga meditazione teo-filosofica con più di cento attori che compongono un coro mascherato. Nel formato teatrale, Lazarus Laughed sembra essere una tragedia greca, ma il messaggio di fondo è simile alle mystery play del Medioevo. La sua commedia The Great God Brown può essere considerata un'introduzione a questa commedia.

## Trama
(Secondo Atto, scena prima.)
La storia presenta personaggi ed eventi a seguito della risurrezione di Lazzaro di Betania da parte di Gesù. 
Poiché Lazzaro è il primo uomo a ritornare dal Regno dei Morti, la folla risponde con attenzione alle sue parole. Ancora e ancora dice loro che non c'è la morte, solo la risata eterna di Dio. Più Lazzaro ride, più diventa giovane e forte. Più ride, più sua moglie Miriam (che gli crede, ma non capisce la sua risata) invecchia e si indebolisce.
Le scene successive ritraggono una serie di prove (forse simili a quelle prove del Libro di Giobbe) da parte degli ebrei, romani e greci per provare la loro fedeltà a Lazzaro. Successivamente, membri della sua famiglia sono presi da lui, ma Lazzaro continua a ridere, anche se Miriam viene avvelenata dall'Imperatore romano Tiberio e continua fino a quando quest'ultimo lo brucia sul rogo.

## Atti e scene
- Primo atto: la prima e seconda scena sono ambientate in Betania
- Secondo atto: la prima scena è ambientata ad Atene, la seconda scena a Roma
- Terzo atto: la prima scena e la seconda scena sono ambientate nel palazzo di Tiberio
- Quarto atto: la prima scena è ancora ambientata nel palazzo di Tiberio, la seconda invece si svolge all'interno di un teatro romano.

## Storia della produzione
Da quando la commedia è stata pubblicata per la prima volta, non è quasi mai stata prodotta nei maggiori teatri. Il Pasadena Community Playhouse ha messo in scena la sua unica grande produzione e la sua prima mondiale nel 1928, con 151 attori e 420 ruoli, tra cui Irvin Pichel come protagonista.
La prima europea, di dimensioni più ridotte, ma ancora considerevole, è stata messa in scena nel 1971 dall'American Repertory Theatre in Europa (ARTE) con un cast di oltre 40 attori per lo più stupendi che recitano 150 ruoli diversi. Per un po' di forza in più il ruolo principale è stato affidato a Paul Abbott dell'American Conservatory Theater di San Francisco Questa produzione itinerante è stata eseguita in inglese in diverti antichi anfiteatri all'aperto in Italia, tra cui il Teatro Grande (Pompei) tra le rovine di Pompei, il Teatro Romano di Verona e il magnifico Teatro antico di Taormina in Sicilia. Gli spettacoli sono stati anche offerti al Teatro Romano di Fiesole (vicino a Firenze e Villa Negroni a Lugano in Svizzera.